# Eleccions legislatives d'Angola de 2017
Les eleccions legislatives d'Angola es van celebrar el 23 d'agost de 2017. encara que la votació es va retardar fins al 26 d'agost a 15 centres de votació degut al mal temps el dia de les eleccions. El principal candidat del partit guanyador esdevé automàticament president després de les eleccions. El MPLA va guanyar per un clar marge i el seu candidat, João Lourenço esdevingué nou President d'Angola. Els resultats definitius, però, no es faran públics fins al 6 de setembre de 2017.

## Antecedents
Inicialment es va pensar que el president des de poc després de la independència José Eduardo dos Santos lideraria el MPLA en les eleccions abans de renunciar, possiblement en 2018, però al desembre de 2016 el MPLA va designar João Manuel Gonçalves Lourenço, ministre de defensa i vicepresident del MPLA, cop a cap de llista del partit i candidat presidencial. Lourenço era vist com a fortament lleial a dos Santos. Bornito de Sousa fou designat candidat del partit a vicepresident.
A l'abril de 2017 el Consell de la República, que actua com a òrgan assessor en el president, va proposar la celebració de les eleccions el 23 d'agost de 2017. El 26 d'abril es va anunciar que dos Santos havia aprovat formalment la data proposada.

## Sistema electoral
Els 220 membres de l'Assemblea Nacional son elegits de dues maneres; 127 són elegits per llistes tancades de representació proporcional en una única circumscripció nacional, en la que els escons són atribuïts mitjançant la regla D'Hondt; 90 són elegits en 18 circumscripcions de cinc escons, també mitjançant llistes tancades de representació proporcional; la resta són elegits pels angolesos que viuen a l'estranger. Els votants han de tenir almenys 18 anys i no estar en fallida no rehabilitada, condemna penal, tenir doble ciutadania o haver estat declarats dements. Els candidats han de tenir almenys 35 anys.

## Resultats
| Partit                                 | Vots      | %     | Escons | +/– |
| -------------------------------------- | --------- | ----- | ------ | --- |
| MPLA                                   | 4,115,302 | 61.05 | 150    | –25 |
| UNITA                                  | 1,800,860 | 26.72 | 51     | +19 |
| CASA–CE                                | 639,789   | 9.49  | 16     | +8  |
| Partit de Renovació Social             | 89,763    | 1.33  | 2      | –1  |
| Front Nacional d'Alliberament d'Angola | 61,394    | 0.91  | 1      | –1  |
| Aliança Patriòtica Nacional            | 33,437    | 0.49  | 0      | Nou |
| Nuls/en blanc                          | 320,586   | –     | –      | –   |
| Total                                  | 7,061,131 | 100   | 220    | 0   |
| Votants registrats/participació        | 9,317,294 | 76.57 | –      | –   |
| Font: CNE (98.98% comptats)            |           |       |        |     |